# Robert T’Sas
Robert Louis Eugène Ghislain T’Sas (ur. 11 marca 1903 w Schaerbeek, zm. 29 czerwca 1981 w Braine-l’Alleud) – belgijski szermierz, dwukrotny medalista mistrzostw świata.
Podczas mistrzostw świata w Neapolu w 1929 roku (oficjalnie zawody tego cyklu rozgrywane są pod tą nazwą dopiero od 1937) wspólnie z Raymondem Bru, Xavierem De Beukelaerem i Charlesem Debeurem wywalczył srebrny medal we florecie drużynowym. Na rozgrywanych rok później mistrzostwach świata w Liège w tej samej konkurencji Belgowie zajęli trzecie miejsce.
Na igrzyskach olimpijskich w Berlinie w 1936 roku był piąty drużynowo. Był to jego jedyny start olimpijski.